# ایم سانگ سو
ایم سانگ سو (انگلیسی: Im Sang-soo؛ زادهٔ ۲۷ آوریل ۱۹۶۲) کارگردان فیلم، فیلم‌نامه‌نویس اهل کره جنوبی است. وی از سال ۱۹۸۹ میلادی تاکنون مشغول فعالیت بوده‌است.
از فیلم‌ها یا برنامه‌های تلویزیونی که وی در آن نقش داشته‌است می‌توان به سگ‌هایی که پارس می‌کنند گاز نمی‌گیرند اشاره کرد.